# ديفان
ديفان هو سياسي وممثل هندي، ولد في 8 يناير 1952.

## وصلات خارجية
- ديفان على موقع IMDb (الإنجليزية)
- ديفان على موقع قاعدة بيانات الفيلم (الإنجليزية)